# Oberg (Ilsede)
Oberg ist ein Ortsteil der Gemeinde Ilsede im Landkreis Peine (Niedersachsen).

## Geographie
Das Dorf liegt östlich von Groß Ilsede, westlich von Münstedt und am Südrand des Gifhorner Trogs. Seit 1919 wird Erdöl gefördert. Die Erdölförderung wurde jedoch in den 1980er eingestellt. An der Stellen eines ehemaligen Bohrloches in der Straße „Am Bohrturm“, steht heute ein Gedenkstein, welcher zum 850-Jährigen Dorfbestehen (2002) aufgestellt wurde.

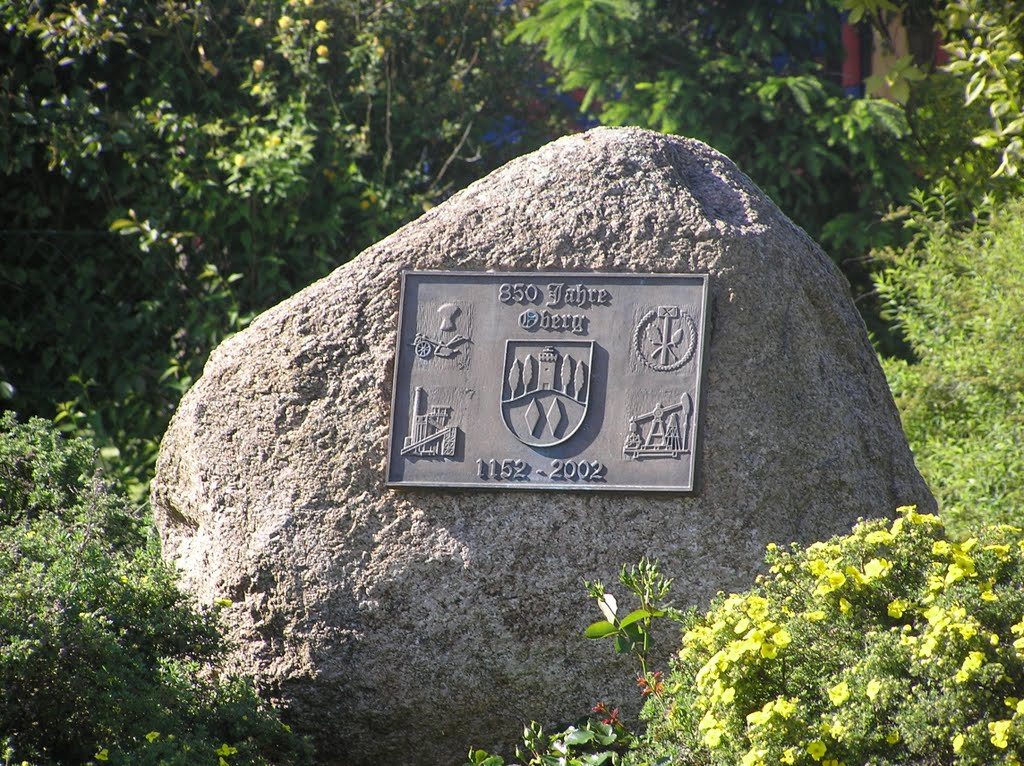
Gedenkstein 850 Jahre Oberg

## Geschichte
Der Ort wurde im Jahr 1152 erstmals urkundlich erwähnt, als Bischof Bernhard I. von Hildesheim die Zehntrechte dem Kloster Bokel bei Wilsche schenkte. Das seit 1192 nachgewiesene Geschlecht der Herren von Oberg besaß im Ort die Burg Oberg, die als Folge des Herlingsberger Krieges zerstört wurde.
Schon im Mittelalter gab es in dem Dorf eine Kapelle, für die die Herren von Oberg das Patronat bekamen. Die heutige Kirche „Johannes der Täufer“ stammt aus dem Spätmittelalter. Ihren Namen trägt sie seit 1989. Sie hat mehrere Umbauten hinter sich.
Die letzte des Geschlechts, Anna von Oberg, heiratete Oberjägermeister Hermann von Kalm, der auch in Halchter einen Hof hatte. Kalm baute an der Stelle der längst zerstörten Burg ein Herrenhaus. Dieses kam später an das Haus Uslar-Gleichen und danach an Hugo Lessmann, der ebenso der Erbauer des Oberger Bismarckturms war. Heute ist es, zusammen mit dem Rittergut, im Besitz seiner Nachfahren.
Am 1. Februar 1971 wurde Oberg gemeinsam mit den bis dahin selbstständigen Gemeinden Adenstedt, Gadenstedt, Groß Lafferde und Münstedt zur Gemeinde Lahstedt zusammengefasst. Am 10. Juli 2014 beschlossen die Mitglieder des Gemeinderates den Zusammenschluss der Gemeinden Lahstedt und Ilsede. Die Fusion der Gemeinden wurde zum 1. Januar 2015 umgesetzt.

## Politik

### Ortsrat
Der Ortsrat, der Oberg vertritt, setzt sich aus neun Mitgliedern zusammen. Die Ratsmitglieder werden durch eine Kommunalwahl für jeweils fünf Jahre gewählt.
Bei der Kommunalwahl 2021 ergab sich folgende Sitzverteilung:
| Ortsrat 2021Insgesamt 9 Sitze - SPD: 5 - FW-PB: 1 - CDU: 3 |

### Ortsbürgermeister
Von 2006 bis 2017 war Jürgen Rissel Ortsbürgermeister. 2017 wurde Jonas Krüger zum Ortsbürgermeister gewählt.

### Wappen

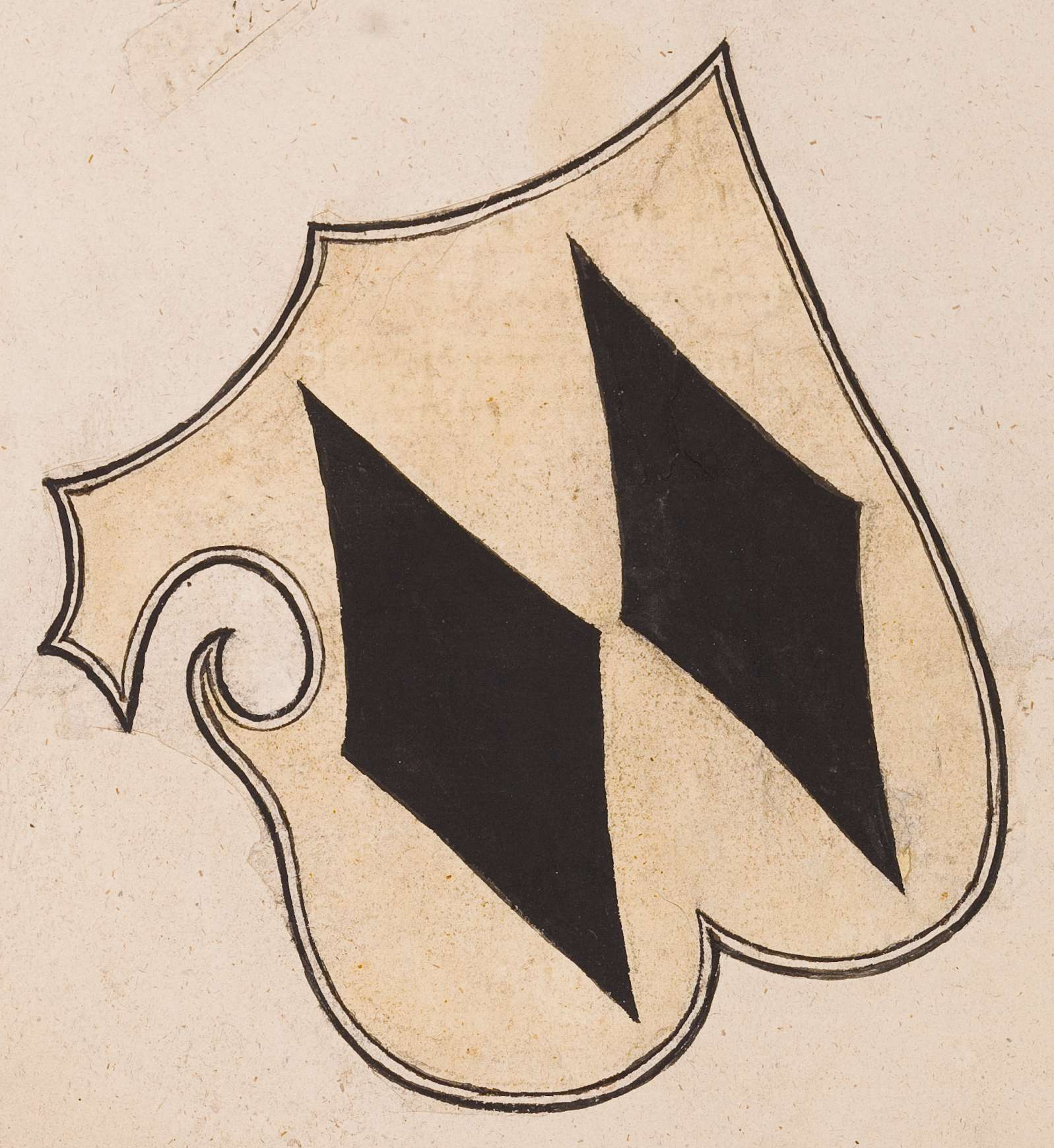
Stammwappen derer von Oberg

| | Blasonierung: „In Rot ein goldener Hügel, darin zwei schwarze Rauten balkenweise; ein gezinnter goldener Turm bekrönt mit schwarzer Schale, beseitet von je zwei goldenen Pappeln.“ |
| Wappenbegründung: Beherrschendes Motiv des Oberger Wappens ist der Bismarckturm auf dem Lahberg, der höchsten Erhebung des Kreises Peine. Die Pappeln stellen den für den Lahberg charakteristischen Baumbewuchs dar. Die beiden Rauten entstammen dem Wappen der Grafen von Oberg, die jahrhundertelang als Gutsherren die Geschichte des Ortes maßgeblich bestimmten. Die Farben Gold-Rot erinnern an die ebenfalls lange territoriale Zugehörigkeit zum Hochstift Hildesheim. Das Wappen wurde von Dr. Rudolf Dehnke gestaltet und am 26. November 1952 durch das Niedersächsische Ministerium des Innern genehmigt. | |

## Kultur und Sehenswürdigkeiten
- Der spätromanische Turm der Johannes-der-Täufer-Kirche mit seinen 1,45 m starken Mauern entstand um 1400.[10]
- Der Herrensitz des Ritterguts Oberg wurde 1855 auf den Grundmauern der ehemaligen Burg Oberg errichtet.[11] Heute wird in ihm ein Hotel betrieben. Die Burg befand sich seit vor 1189 bis zu ihrem Aussterben 1861 im Besitz der Herren (seit 1803 Grafen) von Oberg.
- Der Rittergutsbesitzer Hugo Leßmann plante zum 100. Geburtstag Otto von Bismarcks den Bau eines privaten Bismarckturmes. Die Bauvorbereitungen auf dem Lahberg begannen vor dem Juli 1914.[12]
- Die Heimatstube in Oberg zeigt in der ersten Etage des ehemaligen Gemeindebüros viele Gebrauchsgegenstände aus früheren Zeiten.[13]
- Seit 1978 ist der Oberger Gutsforst Landschaftsschutzgebiet.

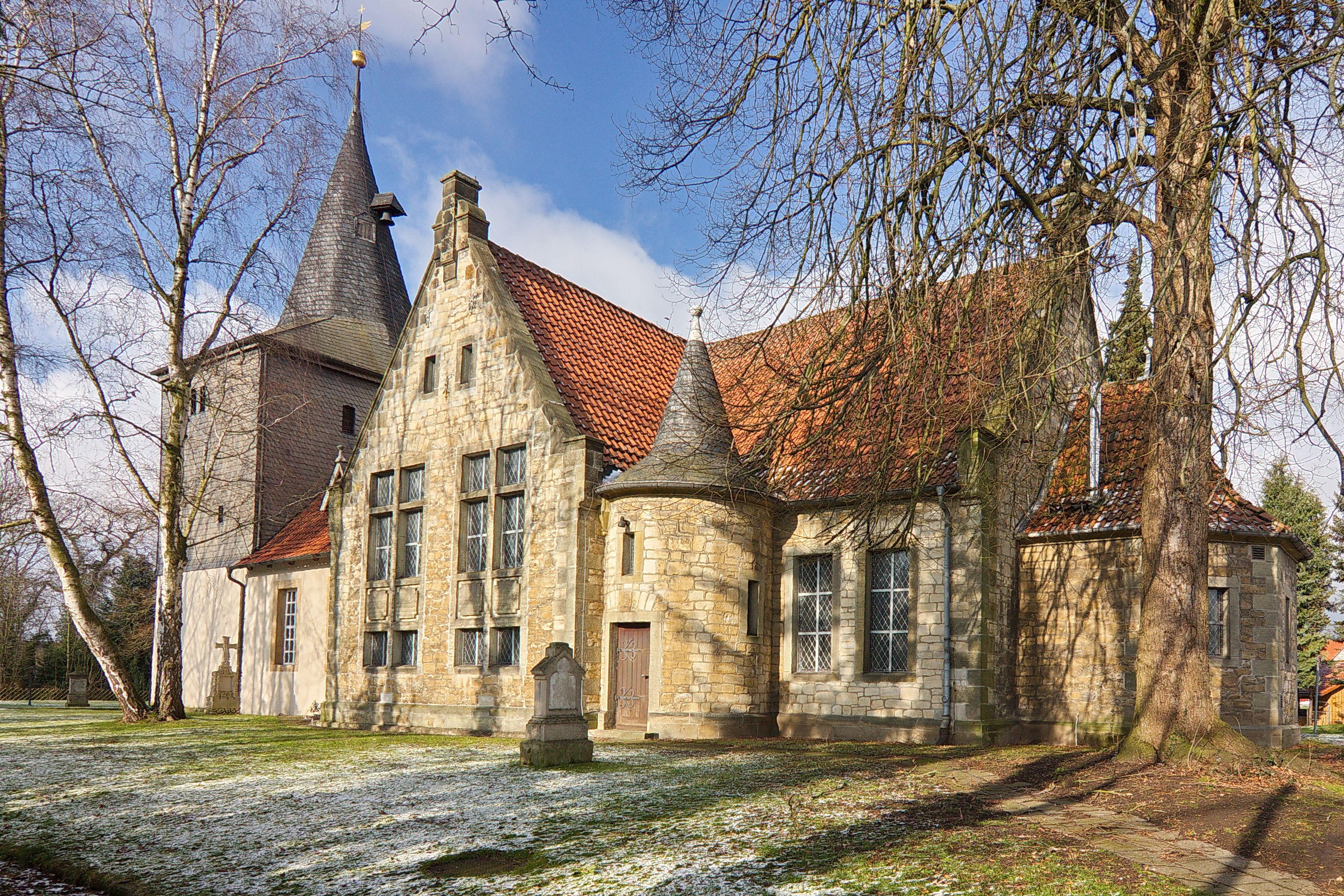
Kirche „Johannes der Täufer“
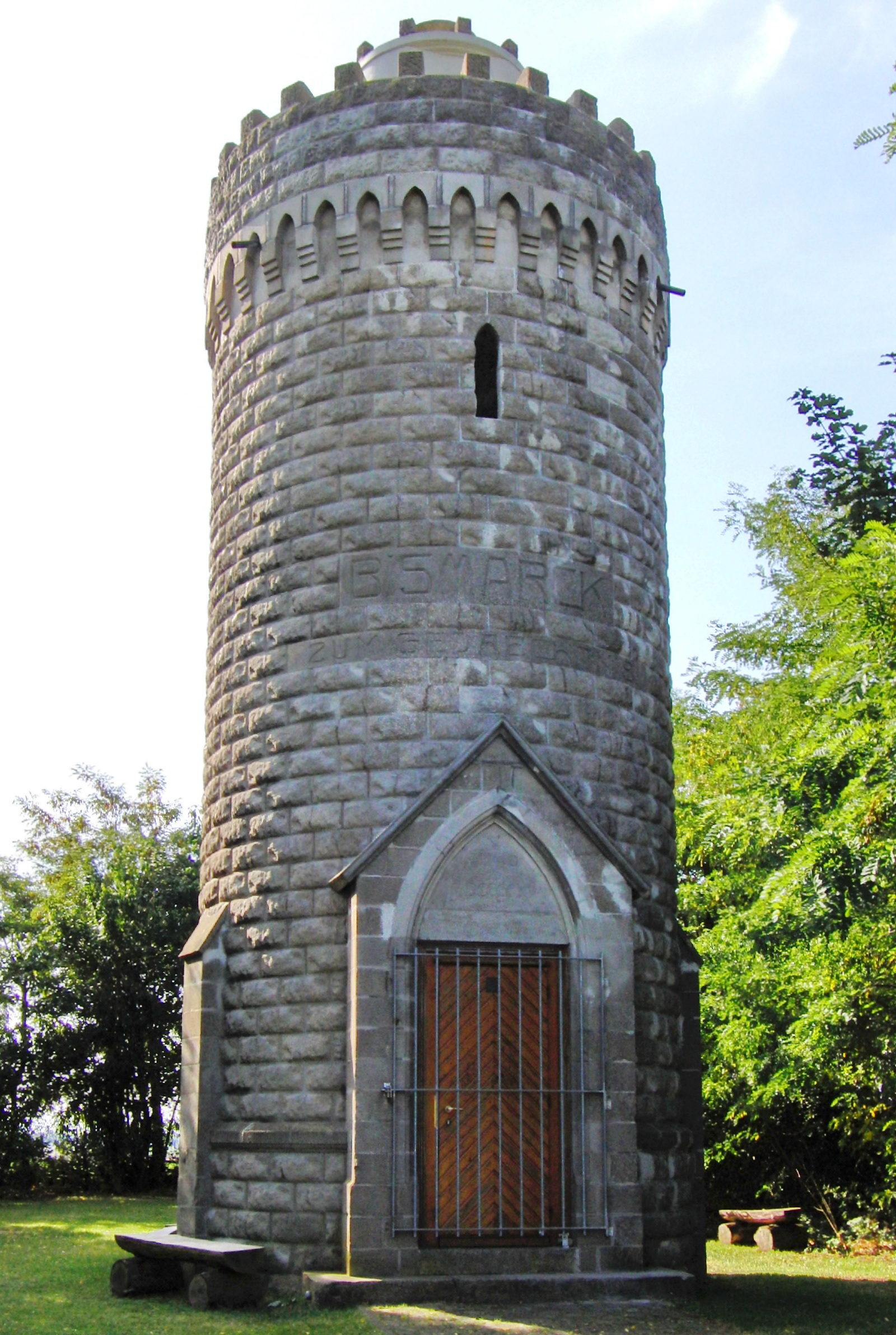
Der Bismarckturm bei Oberg
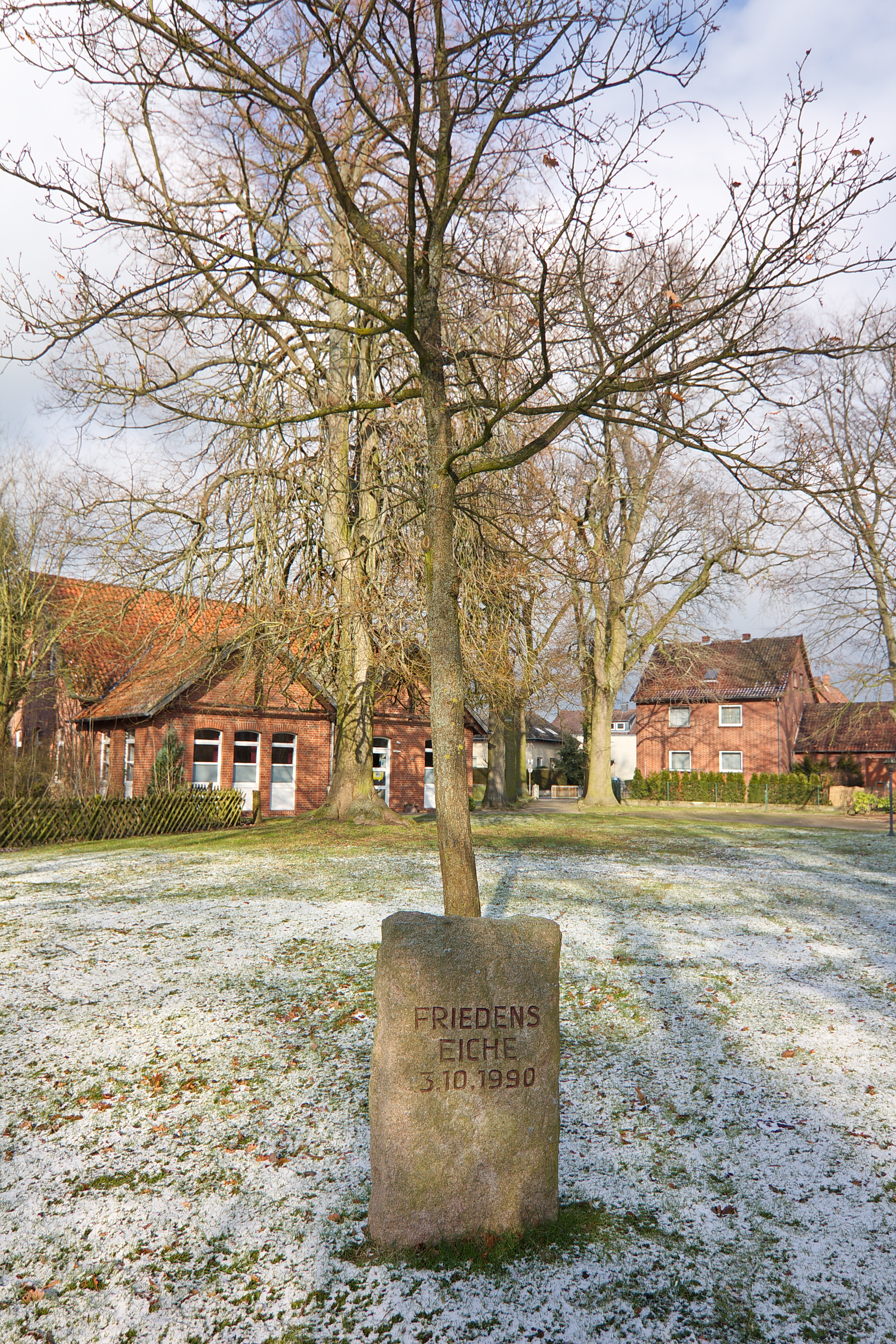
Friedenseiche von 1990
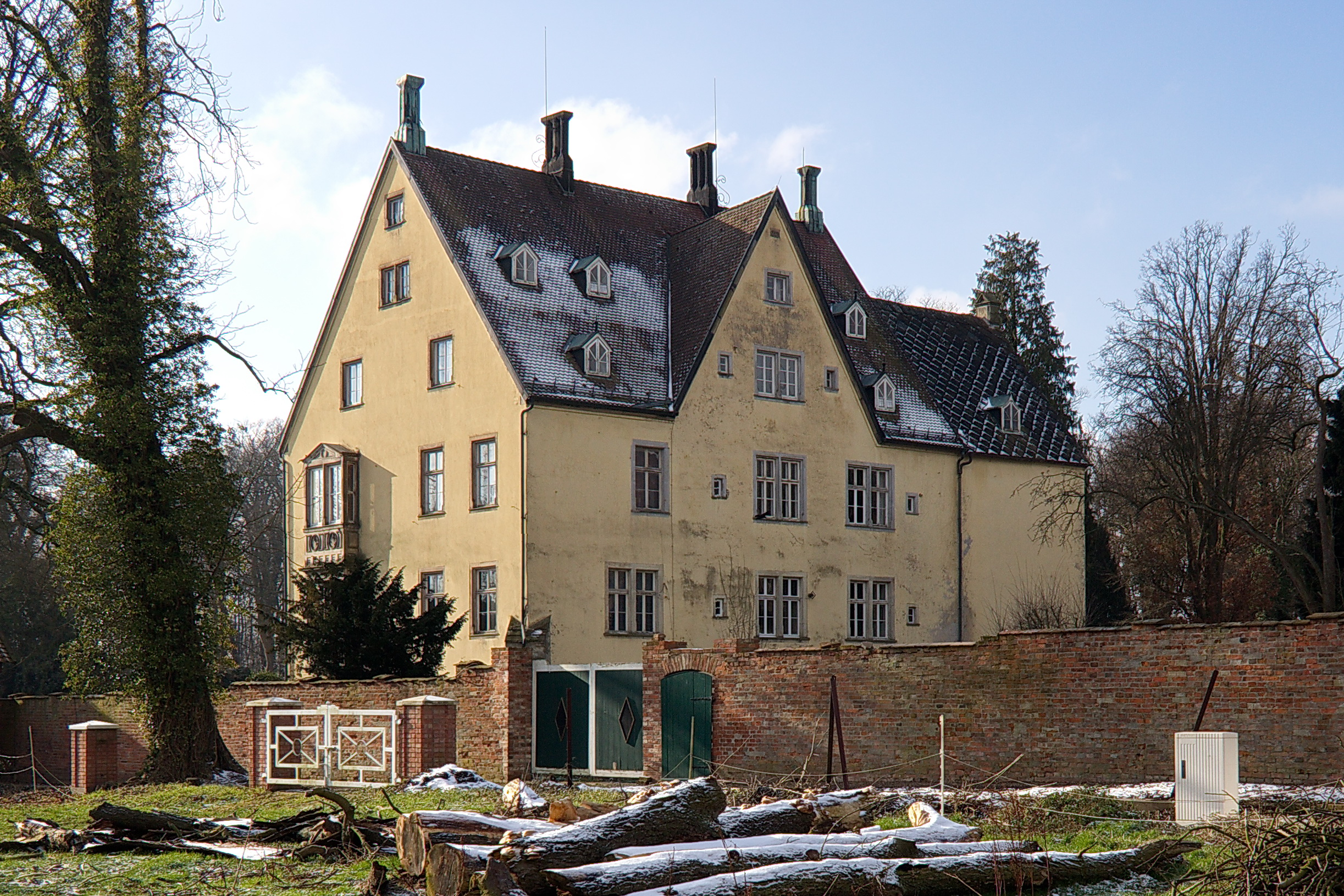
Herrenhaus des Rittergut Oberg von 1855
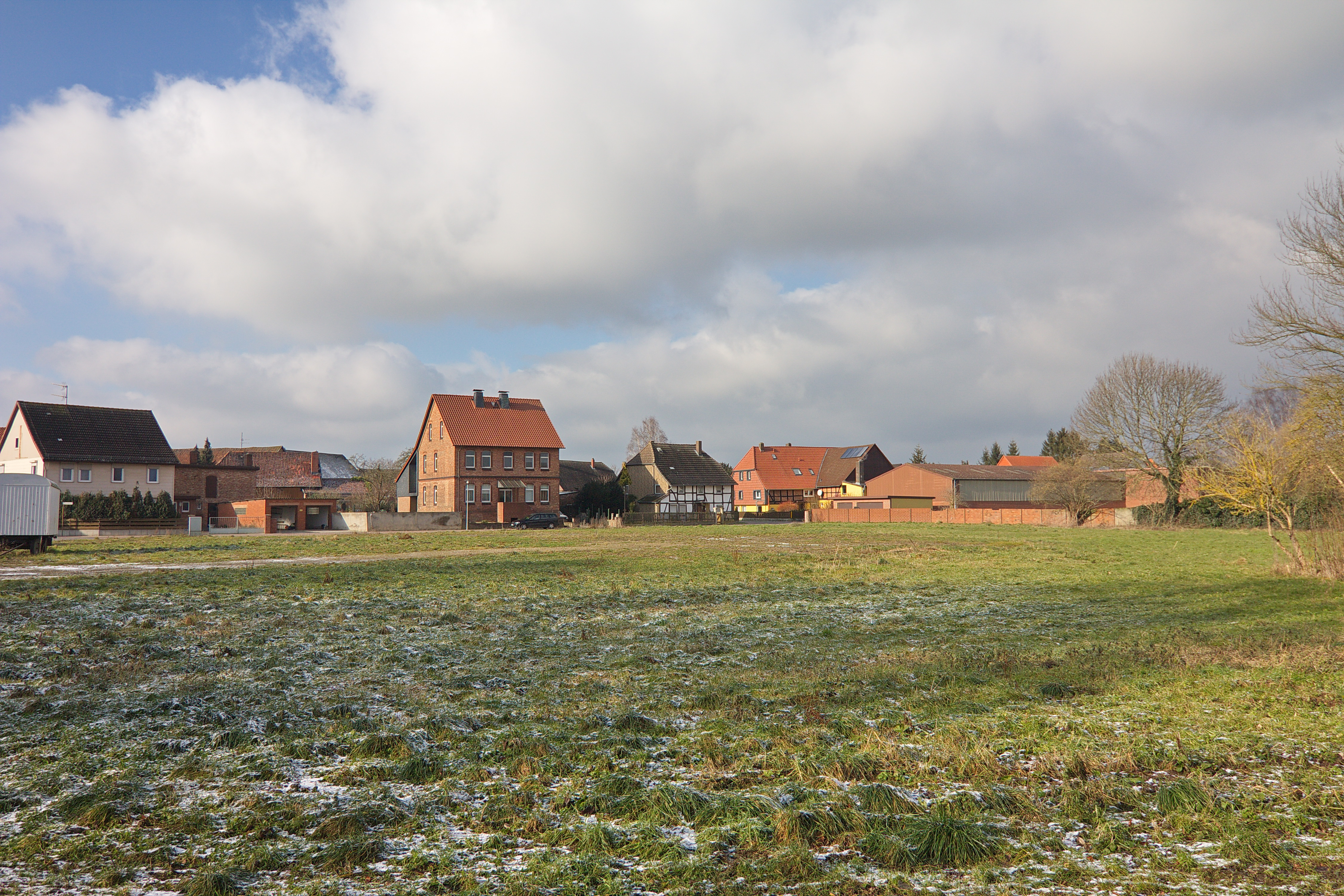
Ortsblick

## Söhne und Töchter der Ortschaft
- Gerhard Ahrens (* 17. Oktober 1932; † 17. Februar 2024), Fußballspieler
- Daniel Eberhard Baring (* 8. November 1690; † 19. August 1753 in Hannover), Bibliothekar und Historiker, Paläograph und Diplomat
- Horst Leßmann (* 20. Juli 1907; † 19. März 1975 in Peine), Landrat des Kreises Peine, Gutsbesitzer
- Karl Reineking (* 5. November 1903; † 2. Juni 1936 im KZ Dachau), Staatsbeamter
- Erwin Skamrahl (* 8. März 1958), Leichtathlet und Olympiateilnehmer
- Klaus G. Troitzsch (* 28. November 1946), Soziologe